# Valle del Jedi
El Valle del Jedi es un monumento ficticio del universo Star Wars.
Está localizado en Ruusan, cerca del lugar donde tuvo lugar la batalla 1000 años antes del retorno de los Sith. Allí, el Lord Sith Kann de la Orden del Sith liberó una potente bomba en contra del Jedi Lord Hoth.
El Caballero Jedi Johun Othne, en contra de la voluntad del Consejo pero con ayuda del Senado Galáctico, construyó un monumento a los héroes de la Armada de la Luz y a Lord Hoth, con un mausoleo adornado con estatuas monumentales y numerosos túneles y cámaras con grabados. También colocó un enorme cristal Adegan en una cámara de meditación para Jedi. 
Los monumentos fueron hechos de piedras traídas de varios planetas. Se cree que los espíritus de los Jedis fueron atrapados y que solo serían liberados cuando un Caballero regresara a destruir el balance natural. Debido a la "ilegalidad" del monumento, el Consejo Jedi se olvidó del Valle, el cual se convirtió en una leyenda. 
5 años después de la Batalla de Yavin, el Caballero Jedi Rahn creía que el Imperio Galáctico o los Jedi Oscuros intentarían tomar ventaja del poder atrapado en el Valle e intentó mantener su ubicación en secreto, hasta que su amigo Morgan Katarn descubrió su localización. Ambos fueron asesinados por el Jedi Oscuro Jerec, quien estaba en búsqueda del Valle para sustraer su poder. Kyle Katarn, hijo de Morgan, con la ayuda del espíritu de Rahn siguió a Jerec hasta el Valle, donde lo derrotó, lo mantuvo a salvo y liberó los espíritus de los caídos en la batalla.
7 años más tarde, el Jedi caído Desann consiguió que Kyle regresara al Valle, de forma que pudiera seguirlo para saber su ubicación. Utilizó su Fuerza y una avanzada tecnología imperial para infundir artificialmente la energía de la fuerza a individuos conocidos como Renacidos. Desann y su ejército atacaron la Academia Jedi, pero fueron detenidos por el Maestro Jedi Luke Skywalker y por Katarn.
Kyle compartió la ubicación del valle sólo con Jan Ors y con el Maestro Skywalker, para que el sitio permaneciese en buenas manos.
- Datos: Q3554058